# Річ Бреннан
Річ Бреннан (англ. Rich Brennan, нар. 26 листопада 1972, Скенектаді) — американський хокеїст, що грав на позиції захисника. Грав за збірну команду США.

## Ігрова кар'єра
Хокейну кар'єру розпочав 1991 року в хокейній команді Бостонського університету. У тому ж році був обраний на драфті НХЛ під 46-м загальним номером командою «Квебек Нордікс», але вирішив лишитись в Бостоні.
У 1995 дебютує в складі команди «Корнволл Ейсес» (АХЛ).
У сезоні 1996/97 провів два матчі в складі «Колорадо Аваланч». Наступного сезону на правах вільного агента перейшов до «Сан-Хосе Шаркс», але відіграв лише 11 матчів, а решту сезону провів в клубах АХЛ.
Сезон 1998/99 розпочав в складі «Нью-Йорк Рейнджерс», але завершував у фарм-клубі «Гартфорд Вулвс Пек». Провівши згодом два сезони в «Лоуелл-Лок Монстерс», встиг зіграти два матчі за «Лос-Анджелес Кінгс» та чотири матчі за «Нашвілл Предаторс». У сезоні 2002/03 провів сім останніх зустрічей в НХЛ у складі «Бостон Брюїнс».
З 2004 виступає в Європі, спочатку захищає кольори швейцарського СК «Берн», згодом продовжує кар'єру в Німеччині за «Аугсбург Пантерс» один сезон та «Нюрнберг Айс-Тайгерс» три сезони. 
Завершив ігрову кар'єру в австрійському «ТВК Інсбрук».
Виступав за молодіжну збірну США в складі якої став бронзовим призером чемпіонату світу.

## Нагороди та досягнення
- Володар Кубка Колдера в складі «Герші Берс» — 1997.

## Статистика

### Клубні виступи
| Сезон        | Клуб                    | Ліга         | Регулярний сезон | Регулярний сезон | Регулярний сезон | Регулярний сезон | Регулярний сезон | Плей-оф | Плей-оф | Плей-оф | Плей-оф | Плей-оф |
| Сезон        | Клуб                    | Ліга         | І                | Г                | П                | О                | ШХ               | І       | Г       | П       | О       | ШХ      |
| ------------ | ----------------------- | ------------ | ---------------- | ---------------- | ---------------- | ---------------- | ---------------- | ------- | ------- | ------- | ------- | ------- |
| 1991–92      | Бостонський університет | НКАА         | 31               | 4                | 13               | 17               | 54               | —       | —       | —       | —       | —       |
| 1992–93      | Бостонський університет | НКАА         | 40               | 9                | 11               | 20               | 68               | —       | —       | —       | —       | —       |
| 1993–94      | Бостонський університет | НКАА         | 41               | 8                | 27               | 35               | 82               | —       | —       | —       | —       | —       |
| 1994–95      | Бостонський університет | НКАА         | 31               | 5                | 23               | 28               | 56               | —       | —       | —       | —       | —       |
| 1995–96      | «Брантфорд Смоук»       | КолХЛ        | 5                | 1                | 2                | 3                | 2                | —       | —       | —       | —       | —       |
| 1995–96      | «Корнволл Ейсес»        | АХЛ          | 36               | 4                | 8                | 12               | 61               | 7       | 0       | 0       | 0       | 6       |
| 1996–97      | «Герші Берс»            | АХЛ          | 74               | 11               | 45               | 56               | 88               | 23      | 2       | 16      | 18      | 22      |
| 1996–97      | «Колорадо Аваланч»      | НХЛ          | 2                | 0                | 0                | 0                | 0                | —       | —       | —       | —       | —       |
| 1997–98      | «Кентуккі Тараблейдс»   | АХЛ          | 42               | 11               | 17               | 28               | 71               | —       | —       | —       | —       | —       |
| 1997–98      | «Сан-Хосе Шаркс»        | НХЛ          | 11               | 1                | 2                | 3                | 2                | —       | —       | —       | —       | —       |
| 1997–98      | «Гартфорд Вулвс Пек»    | АХЛ          | 9                | 2                | 4                | 6                | 12               | 15      | 4       | 5       | 9       | 14      |
| 1998–99      | «Гартфорд Вулвс Пек»    | АХЛ          | 47               | 4                | 24               | 28               | 42               | —       | —       | —       | —       | —       |
| 1998–99      | «Нью-Йорк Рейнджерс»    | НХЛ          | 24               | 1                | 3                | 4                | 23               | —       | —       | —       | —       | —       |
| 1999–00      | «Лоуелл-Лок Монстерс»   | АХЛ          | 67               | 15               | 30               | 45               | 110              | 7       | 1       | 5       | 6       | 0       |
| 2000–01      | «Лоуелл-Лок Монстерс»   | АХЛ          | 69               | 10               | 31               | 41               | 146              | —       | —       | —       | —       | —       |
| 2000–01      | «Лос-Анджелес Кінгс»    | НХЛ          | 2                | 0                | 0                | 0                | 0                | —       | —       | —       | —       | —       |
| 2001–02      | «Нашвілл Предаторс»     | НХЛ          | 4                | 0                | 0                | 0                | 2                | —       | —       | —       | —       | —       |
| 2001–02      | «Мілвокі Едміралс»      | АХЛ          | 23               | 4                | 8                | 12               | 27               | —       | —       | —       | —       | —       |
| 2001–02      | «Манчестер Монархс»     | АХЛ          | 16               | 2                | 5                | 7                | 6                | 5       | 1       | 1       | 2       | 16      |
| 2002–03      | «Провіденс Брюїнс»      | АХЛ          | 41               | 3                | 29               | 32               | 51               | —       | —       | —       | —       | —       |
| 2002–03      | «Бостон Брюїнс»         | НХЛ          | 7                | 0                | 1                | 1                | 6                | —       | —       | —       | —       | —       |
| 2003–04      | «Провіденс Брюїнс»      | АХЛ          | 56               | 12               | 15               | 27               | 47               | 2       | 0       | 1       | 1       | 2       |
| 2004–05      | «Лангенталь»            | НЛБ          | 1                | 0                | 2                | 2                | 0                | —       | —       | —       | —       | —       |
| 2004–05      | «Берн»                  | НЛА          | 23               | 5                | 5                | 10               | 24               | —       | —       | —       | —       | —       |
| 2004–05      | «Аугсбург Пантерс»      | ДХЛ          | 16               | 4                | 5                | 9                | 22               | 5       | 0       | 1       | 1       | 16      |
| 2005–06      | «Нюрнберг Айс-Тайгерс»  | ДХЛ          | 52               | 12               | 21               | 33               | 54               | 4       | 0       | 1       | 1       | 10      |
| 2006–07      | «Нюрнберг Айс-Тайгерс»  | ДХЛ          | 38               | 11               | 15               | 26               | 103              | 6       | 0       | 1       | 1       | 2       |
| 2007–08      | «Нюрнберг Айс-Тайгерс»  | ДХЛ          | 47               | 7                | 26               | 33               | 69               | 5       | 0       | 0       | 0       | 4       |
| 2008–09      | «ТВК Інсбрук»           | Австрія      | 49               | 9                | 15               | 24               | 46               | 4       | 0       | 1       | 1       | 27      |
| Усього в НХЛ | Усього в НХЛ            | Усього в НХЛ | 50               | 2                | 6                | 8                | 33               | —       | —       | —       | —       | —       |
| Усього в АХЛ | Усього в АХЛ            | Усього в АХЛ | 480              | 78               | 216              | 294              | 661              | 59      | 8       | 28      | 36      | 54      |

### Збірна
| Рік              | Команда          | Турнір           | Місце            | І | Г | П | О | ШХ |
| ---------------- | ---------------- | ---------------- | ---------------- | - | - | - | - | -- |
| 1992             | США              | МЧС              | 3                | 7 | 0 | 2 | 2 | 4  |
| Молодіжна збірна | Молодіжна збірна | Молодіжна збірна | Молодіжна збірна | 7 | 0 | 2 | 2 | 4  |